# Radiazione di sincrotrone

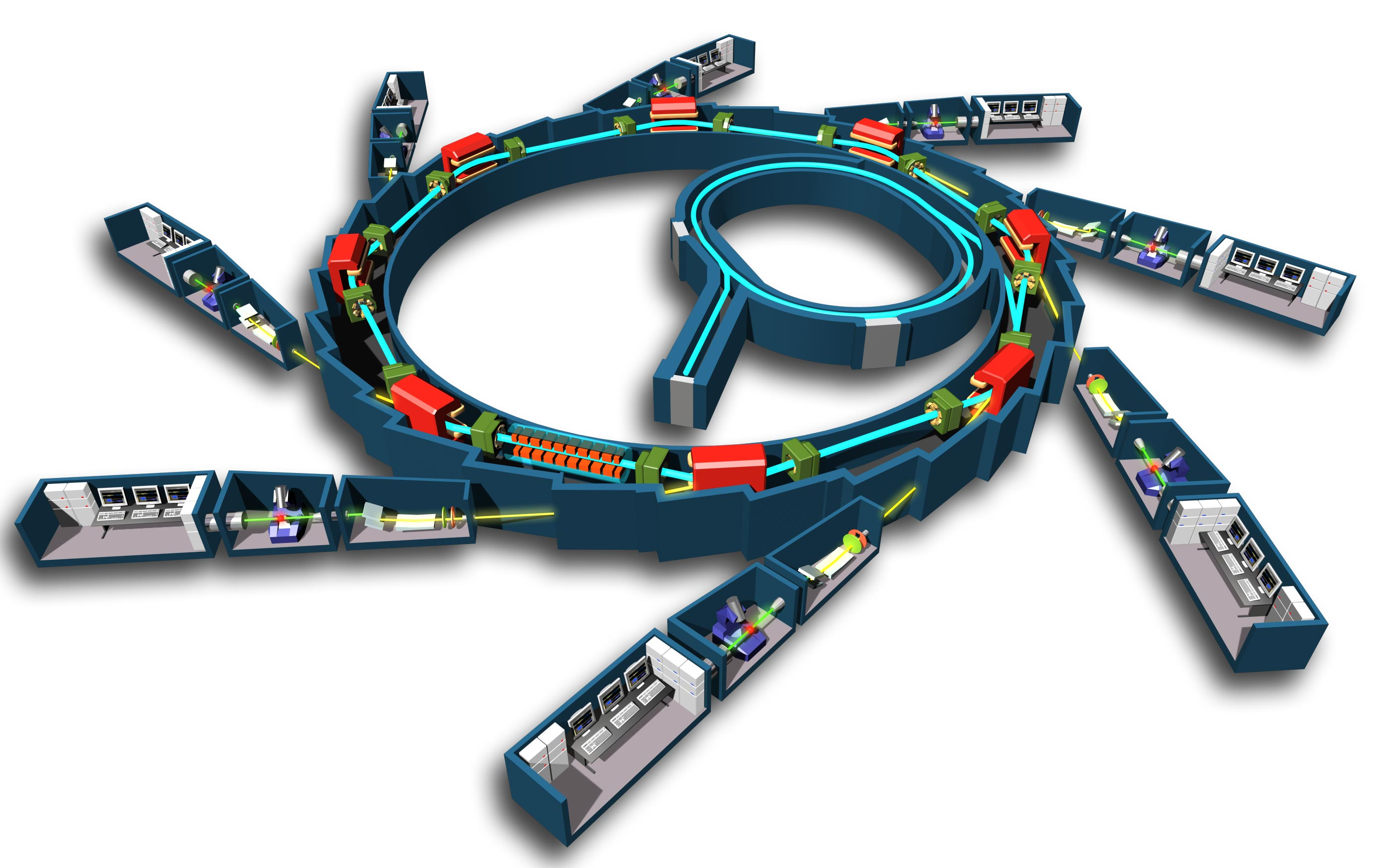
Schema del funzionamento di un sincrotrone. L'anello centrale è il sincrotrone, la radiazione emessa viene indirizzata alle beamline (le ramificazioni esterne all'anello) dove si trovano strumenti, esperimenti, ecc.

La radiazione di sincrotrone o luce di sincrotrone è una radiazione elettromagnetica generata da particelle cariche, solitamente elettroni o positroni, che viaggiano a velocità prossime alla velocità della luce e vengono costrette da un campo magnetico a muoversi lungo una traiettoria curva: tanto più elevata è la velocità della particella, tanto minore è la lunghezza d'onda della radiazione emessa e generalmente il picco dell'emissione avviene alle lunghezze dei raggi X. È così chiamata perché viene solitamente prodotta per mezzo di un sincrotrone, ma viene generata anche da oggetti o eventi astronomici.

## Emissione di radiazione
I potenziali di Liénard-Wiechert forniscono una caratterizzazione generale e relativistica del campo elettromagnetico, variabile nel tempo, generato da una carica elettrica in moto non uniforme. L'espressione del campo elettrico e del campo magnetico così ottenuta consente di separare i contributi derivanti dalla velocità istantanea e dall'accelerazione della carica. Considerando il campo prodotto dall'accelerazione, detto campo di radiazione, è possibile scrivere la componente radiale del vettore di Poynting, che fornisce l'equazione di Larmor.
Utilizzando l'espressione di Larmor per una carica in moto circolare e considerando il limite relativistico in cui la velocità della particella si avvicina alla velocità della luce, si ottiene la distribuzione angolare della radiazione di sincrotrone.

### Campi di Liénard–Wiechert ed equazione di Larmor
Il potenziale elettromagnetico {\displaystyle A^{\alpha }(x)} generato nel punto {\displaystyle x=(x_{0},\mathbf {x} )} da una sorgente puntiforme di carica in moto {\displaystyle q} è dato da:
{\displaystyle A^{\alpha }(x)={\frac {qV^{\alpha }(\tau =\tau _{0})}{V\cdot [x-r(\tau =\tau _{0})]}}\qquad x_{0}>r_{0}(\tau _{0})}
dove {\displaystyle V^{\alpha }(\tau )={\gamma }(c,\mathbf {v} )} è la quadrivelocità della carica, {\displaystyle r^{\alpha }(\tau )=(r_{0},\mathbf {r} )} la sua posizione e {\displaystyle \tau } il tempo proprio. Nell'equazione la velocità e la posizione vengono valutati al tempo {\displaystyle \tau _{0}}, che è definito dalla condizione del cono di luce:
{\displaystyle [x-r(\tau _{0})]^{2}=0}
Definendo:
{\displaystyle R=|\mathbf {x} -\mathbf {r} (\tau )|\qquad \mathbf {n} =\mathbf {x} -\mathbf {r} (\tau )}
si ottiene una forma equivalente, ma non covariante, del potenziale elettrico {\displaystyle \varphi } e del potenziale magnetico {\displaystyle \mathbf {A} } generati da una sorgente puntiforme di carica in moto:
{\displaystyle \varphi (\mathbf {x} ,t)={\frac {1}{4\pi \varepsilon _{0}}}\left({\frac {q}{(1-\mathbf {n} \cdot {\vec {\beta }})R}}\right)_{\tau =\tau _{0}}\qquad \mathbf {A} (\mathbf {x} ,t)={\frac {\mu _{0}c}{4\pi }}\left({\frac {q{\vec {\beta }}}{(1-\mathbf {n} \cdot {\vec {\beta }})R}}\right)_{\tau =\tau _{0}}={\frac {{\vec {\beta }}(\tau =\tau _{0})}{c}}\varphi (\mathbf {x} ,t)}
A partire dai potenziali è possibile ricavare le espressioni dei campi utilizzando la loro definizione:
{\displaystyle \mathbf {E} =-\nabla \varphi -{\dfrac {\partial \mathbf {A} }{\partial t}}\qquad \mathbf {B} =\nabla \times \mathbf {A} }
ottenendo le equazioni dei campi:
{\displaystyle \mathbf {B} (\mathbf {r} ,t)=-{\frac {\mu _{0}q}{4\pi }}\left[{\frac {c\,{\hat {\mathbf {n} }}\times {\vec {\beta }}}{\gamma ^{2}R^{2}(1-{\vec {\beta }}\mathbf {\cdot } {\hat {\mathbf {n} }})^{3}}}+{\frac {{\hat {\mathbf {n} }}\times [\,{\dot {\vec {\beta }}}+{\hat {\mathbf {n} }}\times ({\vec {\beta }}\times {\dot {\vec {\beta }}})]}{R\,(1-{\vec {\beta }}\mathbf {\cdot } {\hat {\mathbf {n} }})^{3}}}\right]_{\tau =\tau _{0}}}
{\displaystyle \mathbf {E} (\mathbf {r} ,t)={\frac {q}{4\pi \varepsilon _{0}}}\left[{\frac {{\hat {\mathbf {n} }}-{\vec {\beta }}}{\gamma ^{2}R^{2}(1-{\vec {\beta }}\mathbf {\cdot } {\hat {\mathbf {n} }})^{3}}}+{\frac {{\hat {\mathbf {n} }}\times [({\hat {\mathbf {n} }}-{\vec {\beta }})\times {\dot {\vec {\beta }}}\,]}{c\,R\,(1-{\vec {\beta }}\mathbf {\cdot } {\hat {\mathbf {n} }})^{3}}}\right]_{\tau =\tau _{0}}}
dove il termine {\displaystyle \mathbf {n} -\mathbf {\beta } } nell'espressione del campo elettrico impone che la direzione del primo termine del campo sia lungo la congiungente con la posizione della carica, mentre il secondo termine, dovuto all'accelerazione della carica, è perpendicolare a {\displaystyle \mathbf {n} -\mathbf {\beta } }.
L'espressione dei campi è in questo modo data dalla somma di due contributi: il primo è detto campo di Coulomb generalizzato e decresce come il reciproco del quadrato della distanza dalla carica, il secondo è detto campo di radiazione e decresce come il reciproco della distanza dalla sorgente, e quindi è dominante lontano dalla carica. In entrambi i casi il campo di Coulomb generalizzato è relativo alla velocità della carica, mentre il campo di radiazione è generato dall'accelerazione, ed è responsabile della radiazione di sincrotrone.
Se si trascura il campo di Coulomb generalizzato, la componente radiale del vettore di Poynting, risultante dall'espressione di Liénard–Wiechert dei campi, è data da:
{\displaystyle [\mathbf {S\cdot } {\hat {\mathbf {n} }}]_{\tau =\tau _{0}}={\frac {q^{2}}{16\pi ^{2}\varepsilon _{0}c}}\left\{{\frac {1}{R^{2}}}\left|{\frac {{\hat {\mathbf {n} }}\times [({\hat {\mathbf {n} }}-{\vec {\beta }})\times {\dot {\vec {\beta }}}]}{(1-{\vec {\beta }}\mathbf {\cdot } {\hat {\mathbf {n} }})^{3}}}\right|^{2}\right\}}
dove il secondo membro, a differenza del primo, non è valutato al tempo ritardato.
La relazione spaziale tra {\displaystyle {\vec {\beta }}} e {\displaystyle {\dot {\vec {\beta }}}} determina la distribuzione di potenza angolare, ed il fattore  {\displaystyle (1-{\vec {\beta }}\mathbf {\cdot } {\vec {\mathbf {n} }})} al denominatore mostra la presenza degli effetti relativistici nel passaggio dal sistema di riferimento a riposo della particella al sistema di riferimento dell'osservatore.
L'energia irradiata per angolo solido durante un'accelerazione tra gli istanti {\displaystyle t'=T_{1}} e {\displaystyle t'=T_{2}} è data da:
{\displaystyle {\frac {\mathrm {d} P}{\mathrm {d} {\mathit {\Omega }}}}=R(t')^{2}\,[\mathbf {S} (t')\mathbf {\cdot } {\hat {\mathbf {n} }}(t')]\,{\frac {\mathrm {d} t}{\mathrm {d} t'}}=R(t')^{2}\,\mathbf {S} (t')\mathbf {\cdot } {\hat {\mathbf {n} }}(t')\,[1-{\vec {\beta }}(t')\mathbf {\cdot } {\hat {\mathbf {n} }}(t')]}
{\displaystyle ={\frac {q^{2}}{16\pi ^{2}\varepsilon _{0}c}}\,{\frac {|{\hat {\mathbf {n} }}(t')\times \{[{\hat {\mathbf {n} }}(t')-{\vec {\beta }}(t')]\times {\dot {\vec {\beta }}}(t')\}|^{2}}{[1-{\vec {\beta }}(t')\mathbf {\cdot } {\vec {\mathbf {n} }}(t')]^{5}}}}
Integrando tale espressione su tutto l'angolo solido si ottiene la generalizzazione relativistica della formula di Larmor:

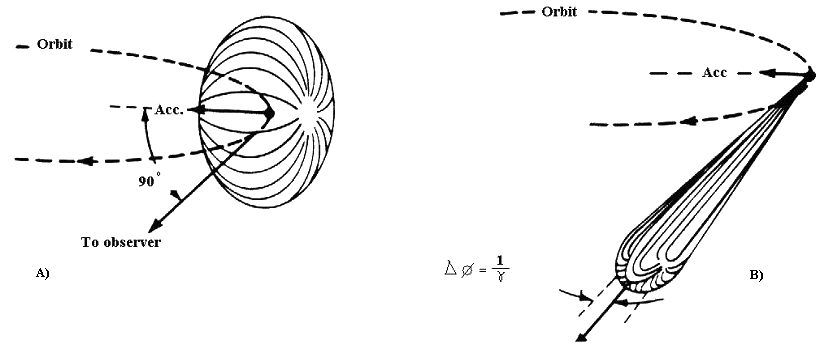
Distribuzione angolare della radiazione emessa da una carica in moto accelerato. Nell'immagine a destra la velocità della particella si avvicina alla velocità della luce, e l'emissione di radiazione è collimata in un cono appuntito il cui asse è diretto come la velocità.

{\displaystyle P={\frac {q^{2}}{6\pi \varepsilon _{0}c}}\gamma ^{6}\left[\left|{\dot {\vec {\beta }}}\right|^{2}-\left|{\vec {\beta }}\times {\dot {\vec {\beta }}}\right|\right]}

### Radiazione di sincrotrone
Se la carica compie un moto circolare la sua accelerazione {\displaystyle {\dot {\vec {\beta }}}} è perpendicolare alla velocità {\displaystyle {\vec {\beta }}}. Se si sceglie un sistema di coordinate tale per cui {\displaystyle {\vec {\beta }}} è istantaneamente in direzione z e {\displaystyle {\dot {\vec {\beta }}}} in direzione x, utilizzando le coordinate polari {\displaystyle \theta } e {\displaystyle \phi } per definire la direzione di osservazione, la distribuzione di potenza angolare {\displaystyle dP \over d\Omega } si riduce alla seguente espressione:
{\displaystyle {\frac {\mathrm {d} P}{\mathrm {d} {\mathit {\Omega }}}}={\frac {q^{2}}{16\pi ^{2}\varepsilon _{0}c}}{\frac {|{\dot {\vec {\beta }}}|^{2}}{(1-\beta \cos \theta )^{3}}}\left[1-{\frac {\sin ^{2}\theta \cos ^{2}\phi }{\gamma ^{2}(1-\beta \cos \theta )^{2}}}\right]}
Nel limite relativistico, in cui {\displaystyle \gamma >>1}, la distribuzione angolare può approssimativamente essere scritta come:
{\displaystyle {\frac {\mathrm {d} P}{\mathrm {d} {\mathit {\Omega }}}}\simeq {\frac {q^{2}}{2\pi ^{2}\varepsilon _{0}c^{3}}}\gamma ^{6}{\frac {|{\dot {\mathbf {v} }}|^{2}}{(1+\gamma ^{2}\theta ^{2})^{3}}}\left[1-{\frac {4\gamma ^{2}\theta ^{2}\cos ^{2}\phi }{(1+\gamma ^{2}\theta ^{2})^{2}}}\right]}
dove i fattori {\displaystyle (1-\beta \cos \theta )} al denominatore restringono la distribuzione angolare in un fascio di luce conico e sempre più stretto al crescere della velocità, distribuito in un piccolo angolo intorno a {\displaystyle \theta =0}.
Integrando la precedente espressione su tutto l'angolo solido si ottiene la potenza totale irradiata per unità di carica:
{\displaystyle P={\frac {q^{2}}{6\pi \varepsilon _{0}c}}\left|{\dot {\vec {\beta }}}\right|^{2}\gamma ^{4}={\frac {q^{2}c}{6\pi \varepsilon _{0}}}{\frac {\gamma ^{4}}{\rho ^{2}}}={\frac {q^{4}\beta ^{6}}{6\pi \varepsilon _{0}m^{4}c^{5}}}E^{2}B^{2}}
che è proporzionale a {\displaystyle 1/m^{4}}, {\displaystyle 1/\rho ^{2}} e {\displaystyle B^{2}}.
L'energia ricevuta dall'osservatore per unità di angolo solido è pertanto data da:
{\displaystyle {\frac {d^{2}W}{d\Omega }}=\int _{-\infty }^{\infty }{\frac {d^{2}P}{d\Omega }}dt=c\varepsilon _{0}\int _{-\infty }^{\infty }\left|R{\vec {E}}(t)\right|^{2}dt}
Utilizzando la trasformata di Fourier per passare al dominio delle frequenze:
{\displaystyle {\frac {d^{2}W}{d\Omega }}=2c\varepsilon _{0}\int _{0}^{\infty }\left|R{\vec {E}}(w)\right|^{2}dw}
si ottiene la distribuzione in frequenza della potenza ricevuta dall'osservatore:
{\displaystyle {\frac {d^{3}W}{d\Omega dw}}=2c\varepsilon _{0}R^{2}\left|{\vec {E}}(w)\right|^{2}={\frac {q^{2}}{4\pi \varepsilon _{0}4\pi ^{2}c}}\left|\int _{-\infty }^{\infty }{\frac {{\hat {n}}\times \left[\left({\hat {n}}-{\vec {\beta }}\right)\times {\dot {\vec {\beta }}}\right]}{\left(1-{\hat {n}}\cdot {\vec {\beta }}\right)^{2}}}e^{iw(t-{\hat {n}}\cdot {\vec {r}}(t)/c)}dt\right|^{2}}
Tale calcolo richiede solitamente tempi relativamente lunghi.

## Acceleratori di particelle
Una particella elettricamente carica che sia stata accelerata tramite una cavità a radiofrequenza, oscillando (sia trasversalmente su una traiettoria curvilinea, sia linearmente su un percorso in linea retta) emette radiazione elettromagnetica in accordo con le leggi dell'elettromagnetismo.
Un sincrotrone può generare una ampia gamma di radiazioni dalle caratteristiche ben determinate. Solitamente l'emissione avviene nel campo dei raggi X.
La produzione e l'utilizzo della radiazione di sincrotrone avviene in un unico complesso, in cui un acceleratore di particelle, solitamente un sincrotrone, genera un fascio di particelle che viene fatto circolare in un anello di accumulo, nel quale avviene la generazione della luce di sincrotrone. La radiazione fuoriesce tangenzialmente rispetto all'anello e viene convogliata in apposite guide in forma di raggi. Queste linee possono iniziare in prossimità dei magneti di curvatura agli angoli oppure da appositi dispositivi di inserzione presenti nei tratti rettilinei del poligono che costituisce l'anello di accumulo. Lo spettro e l'energia dei raggi X ottenuta nei due modi sono differenti.
Le linee di trasporto dei raggi sono costituite da dispositivi ottici che controllano la banda passante, il flusso di fotoni, la sezione, la focalizzazione e la collimazione del fascio.

Possono essere presenti dispositivi quali fenditure, attenuatori, cristalli monocromatori e specchi.
Gli specchi possono essere curvati o sagomati in forma toroidale per focalizzare il raggio. Spesso nelle applicazioni è infatti richiesto un flusso di fotoni molto concentrato in una piccola area. la configurazione della linea è comunque specifica per la destinazione d'uso.
Al termine della linea di conduzione è collocata la postazione sperimentale, dove per esempio i campioni da analizzare sono esposti al fascio e alcuni rivelatori misurano la diffrazione, lo scattering o l'emissione secondaria.

### Dimensioni dell'apparato
Negli anni in cui furono realizzati i primi acceleratori di particelle, la radiazione di sincrotrone veniva considerata un problema, in quanto sottraeva energia al fascio di particelle. Le caratteristiche della radiazione hanno tuttavia indotto i fisici a riconsiderarne l'importanza, fino a produrre macchine "dedicate" alla emissione di luce di sincrotrone. Le caratteristiche che rendono la luce di sincrotrone interessante sono larga banda spettrale di emissione (fino ai raggi X e γ), accordabilità in frequenza, elevata intensità ed elevata polarizzazione.
Nello spettro largo dell'emissione di sincrotrone si definisce una frequenza critica {\displaystyle \omega _{c}}, posta vicino al picco di intensità, come visibile in figura, che è espressa dalla formula:
{\displaystyle \omega _{c}={\frac {3}{2}}{\frac {c}{\rho }}\left({\frac {E}{m_{0}c^{2}}}\right)^{3}={\frac {3}{2}}{\frac {c}{\rho }}\gamma ^{3}}
Il valore di {\displaystyle \omega _{c}} dipende dal cubo dell'energia. È interessante quindi stilare una tabella che confronti le caratteristiche di acceleratori circolari di elettroni di dimensioni differenti:
| tipo di macchina                  | ρ(m) | E (GeV) | ωc (Hz) | λc       |
| --------------------------------- | ---- | ------- | ------- | -------- |
| Piccolo acceleratore (microtrone) | 1    | 0.02    | 32*1012 | 60 µm    |
| Sincrotrone tipico (Grenoble)     | 40   | 2       | 8*1017  | 2.5 nm   |
| Grande acceleratore (CERN)        | 1000 | 100     | 4*1021  | 5*10−4nm |

### Economia
La costruzione di ogni sincrotrone può costare da decine a centinaia di milioni di euro, a seconda della potenza, e le linee ottiche possono costare altri milioni di euro ciascuna, e ne sono installate venti o più per ogni impianto. Notevoli sono anche i costi di gestione. 
Ne deriva che questi sistemi sono realizzati e mantenuti in genere dai governi delle nazioni più ricche, o da collaborazioni internazionali tra diversi stati (caso estremo è l'LHC del CERN) e sono a disposizione di università ed enti di ricerca. 
Il prezioso tempo di utilizzo della macchina, in genere operativa 24 ore su 24, viene suddiviso in sessioni di lavoro tra i vari progetti di ricerca. Periodicamente l'impianto viene fermato per sessioni di manutenzione.

## Impieghi
La luce di sincrotrone ha le caratteristiche ideali per molti campi della ricerca e per diverse applicazioni industriali, in particolare:
- minima lunghezza d'onda e quindi buona penetrazione attraverso la materia (es. generatore di raggi X).
- Alta concentrazione di energia, sintonizzabile e polarizzabile, ideale per essere focalizzata su piccole aree.

Alcuni campi di utilizzo sono:
- Litografia per la produzione di chip per computer
- Studi di assorbimento e scattering
- Cristallografia di proteine e molecole complesse
- Spettroscopia per l'analisi dei materiali
- In medicina per la diagnosi per immagini e la terapia tumorale.
- Beni culturali (datazioni, attribuzioni, tecniche pittoriche etc.)

## Astronomia
L'emissione di radiazioni da parte di alcuni corpi celesti (radiosorgenti) ha un livello energetico tale da richiedere, secondo le leggi di emissione di corpo nero, una temperatura inverosimile di miliardi di kelvin. Negli anni cinquanta  fu proposta l'ipotesi dell'emissione di radiazione di sincrotrone, secondo cui degli elettroni viaggerebbero a velocità ultra relativistiche con fattore di Lorentz dell'ordine delle migliaia o superiore, all'interno di un intensissimo campo magnetico generato da un corpo celeste. L'elettrone in questo campo percorre un'orbita elicoidale, ed essendo soggetto ad accelerazione centripeta, emette radiazione, la cui lunghezza d'onda dipende dall'intensità del campo magnetico e dal vettore velocità della particella. A causa della continua rotazione a velocità prossime a quelle della luce e del conseguente fenomeno del beaming, l'emissione di un singolo elettrone osservato in una direzione può avvenire per brevissimo tempo (fino a decine di attosecondo). Lo spettro di emissione di una distribuzione di particelle che emettono per sincrotrone può spaziare dalle onde radio fino ai raggi gamma seguendo una distribuzione esponenziale, in funzione dell'intensità del campo magnetico e dalla densità di particelle nella regione in cui avviene il fenomeno.